# Boultons bospatrijs
Boultons bospatrijs (Arborophila rufipectus) is een vogel uit de familie fazantachtigen (Phasianidae). De wetenschappelijke naam van de soort is voor het eerst geldig gepubliceerd in 1932 door de Amerikaanse ornitholoog  Rudyerd Boulton. Het is een bedreigde, endemische vogelsoort in de Volksrepubliek China.

## Kenmerken
Deze bospatrijs is 28 tot 30,5 cm lang. De vogel is overwegend grijsbruin met een opvallende tekening op de kop en de borst. Het mannetje heeft een brede, kastanjebruin band over de borst en een  witte wenkbrauwstreep die doorloopt tot voor op de kop. De kruin is donkerbruin gekleurd. Door de oogstreek loopt een breed, zwart masker met achter het oog een roodbruine vlek. Het vrouwtje lijkt op het mannetje maar is doffer, minder contrastrijk getekend.

## Verspreiding en leefgebied
De soort is endemisch in het midden-zuiden van China.in de provincies Sichuan en mogelijk ook in het noordoosten van Yunnan. Het leefgebied is nevelwoud op hoogten tussen 1400 en 1800 meter boven zeeniveau. De vogel heeft een voorkeur voor bos met spaarzame ondergroei en een dikke laag dorre bladeren en humus.

## Status
Boultons bospatrijs heeft een beperkt verspreidingsgebied en daardoor is de kans op uitsterven aanwezig. De grootte van de populatie werd in 2016 door BirdLife International geschat op 1000 tot 2500 volwassen individuen en de populatie-aantallen nemen af door habitatverlies. Het leefgebied wordt aangetast door ontbossing waarbij natuurlijk bos wordt omgezet in gebied voor agrarisch gebruik. De overheid heeft de houtkap beperkt en er worden bossen aangeplant op terrein dat ongeschikt is voor landbouw. Desondanks vormen illegale kap en jacht nog een bedreiging voor deze bospatrijs. Om deze redenen staat deze soort als zodanig op de Rode Lijst van de IUCN.